# MSV Duisburg (femení)
El MSV Duisburg femení es un equip femení de futbol alemany de la ciutat de Duisburg, en estar de Rin del Nord-Westfàlia. Va ser fundat al 2013 quan el FCR Duisburg va esdevenir la secció femenina del MSV Duisburg. És un dels quatre equips alemanys que han guanyat la Lliga de Campions femenina, però actualment juga a la Segona Bundesliga.

## Planter 2016-17
| Porteres                                                          | Defenses | Centrecampistes                                                                                     | Davanteres                                                                               |
| ----------------------------------------------------------------- | --- | --------------------------------------------------------------------------------------------------- | ---------------------------------------------------------------------------------------- |
| Anna Sarah Deinert Michelle Kämper Lena Nuding Ricarda Rumohr — — | Sandra Betschart Julia Debitzki Frauke Fleischer Alice Hellfeier Virginia Kirchberger Rahel Kiwic Julide Mirvan Petra Mitter Kathleen Radtke Isabel Schenk | Linda Bresonik Michelle Büning Anna Sophie Fliege Melissa Kess Sofia Nati Zsofia Racz Danica Wu — — | Lee Falkon Nicole Munzert Yuna Segawa Stephanie Weichelt Alina Witt Yvonne Zielinski — — |

## Històric

### Palmarès
- 1 Lliga de Campions de la UEFA
  - 08/09
- 1 Lligues d'Alemanya
  - 99/00
- 3 Copes d'Alemanya
  - 97/98 - 08/09 - 09/10

### Trajectòria
| Edició |               | 1ª Fase previa ¹    | 2ª Fase previa ¹ | Quarts de final | Semifinals      | Final       |
| ------ | ------------- | ------------------- | ---------------- | --------------- | --------------- | ----------- |
| 08/09  |               |                     | Llevant UE       | 1.FFC Frankfurt | Olympique Lió   | Zvezda Perm |
| Edició | Fase previa ¹ | Setzens de final    | Vuitens de final | Quarts de final | Semifinals      | Final       |
| 09/10  |               | Universitet Vitebsk | Linköpings FC    | Arsenal FC      | Turbine Potsdam |             |
| 10/11  | Glasgow City  | SShVSM Almaty       | Fortuna Hjørring | Everton FC      | Turbine Potsdam |             |

- ¹ Fase de grups. Equip classificat pillor possicionat en cas d'eliminació o equip eliminat millor possicionat en cas de classificació.

|               | 80/81 | 81/82 | 82/83 | 83/84 | 84/85 | 85/86 | 86/87 | 87/88 | 88/89 | 89/90 | 90/91 | 91/92 | 92/93 | 93/94 | 94/95 | 95/96 | 96/97 | 97/98 | 08/99 | 99/00 |
| ------------- | ----- | ----- | ----- | ----- | ----- | ----- | ----- | ----- | ----- | ----- | ----- | ----- | ----- | ----- | ----- | ----- | ----- | ----- | ----- | ----- |
| Bundesliga    |       |       |       |       |       |       |       |       |       |       |       |       |       | A-8   | 3     | A-3   | 2     | 3     | 2     | 1     |
| 2. Bundesliga |       |       |       |       |       |       |       |       |       |       | 6     | 2     | 1     |       |       |       |       |       |       |       |
|               | 00/01 | 01/02 | 02/03 | 03/04 | 04/05 | 05/06 | 06/07 | 07/08 | 08/09 | 09/10 | 10/11 | 11/12 | 12/13 | 13/14 | 14/15 | 15/16 |       |       |       |       |
| Bundesliga    | 3     | 3     | 3     | 4     | 2     | 2     | 2     | 2     | 3     | 2     | 3     | 4     | 9     | 10    | 11    |       |       |       |       |       |
| 2. Bundesliga |       |       |       |       |       |       |       |       |       |       |       |       |       |       |       | A-1   |       |       |       |       |